# Gnophomyia lachrymosa
Gnophomyia lachrymosa är en tvåvingeart som beskrevs av Alexander 1919. Gnophomyia lachrymosa ingår i släktet Gnophomyia och familjen småharkrankar.
Artens utbredningsområde är Panama. Inga underarter finns listade i Catalogue of Life.